# 戸沢村 (山形県最上郡1955年)
戸沢村（とざわむら）は、山形県最上郡にあった村。
現在の戸沢村北東端、最上川・鮭川の合流点周辺にあたる。
現存する戸沢村は1955年に古口村が改称したもので、本村とは別の自治体である。

## 地理
- 山：八石山
- 河川：最上川、鮭川

## 歴史
- 1889年（明治22年）4月1日 - 町村制の施行により、飽海郡岩清水村、名高村、津谷村、神田村、松坂村の区域をもって戸沢村が成立。
- 1955年（昭和30年）4月1日 - 古口村・角川村と合併し、改めて古口村が発足。同日戸沢村廃止。

## 交通

### 鉄道路線
- 日本国有鉄道
  - 陸羽西線：津谷駅